# Eyþór Ingi Gunnlaugsson
Eyþór Ingi Gunnlaugsson (Dalvík, Islandia, 29 de mayo de 1989), también conocido como Eythor Ingi, es un cantante islandés que representó a Islandia en el Festival de la Canción de Eurovisión 2013 con la canción «Ég á lif».

## Biografía
A los 15 años, Ingi ganó un papel en la versión islandesa de la obra musical Oliver!

### Festival de la Canción de Eurovisión 2013
El 2 de febrero de 2013, fue elegido para representar a Islandia en el Festival de la Canción de Eurovisión 2013 con la canción «Ég á líf».